# Koulpélogo
Koulpélogo is een van de 45 provincies van Burkina Faso. De hoofdstad is Ouargaye.

## Bevolking
In 1997 leefden er 188.760 mensen in de provincie. In 2019 waren dat er naar schatting 361.000.

## Geografie
Koulpélogo heeft een oppervlakte van 2.497 km² en ligt in de regio Centre-Est. De provincie grenst in het zuiden aan Togo.
De provincie is onderverdeeld in 8 departementen: Comin-Yanga, Dourtenga, Lalgaye, Ouargaye, Sangha, Soudougui, Yargatenga en Yonde.

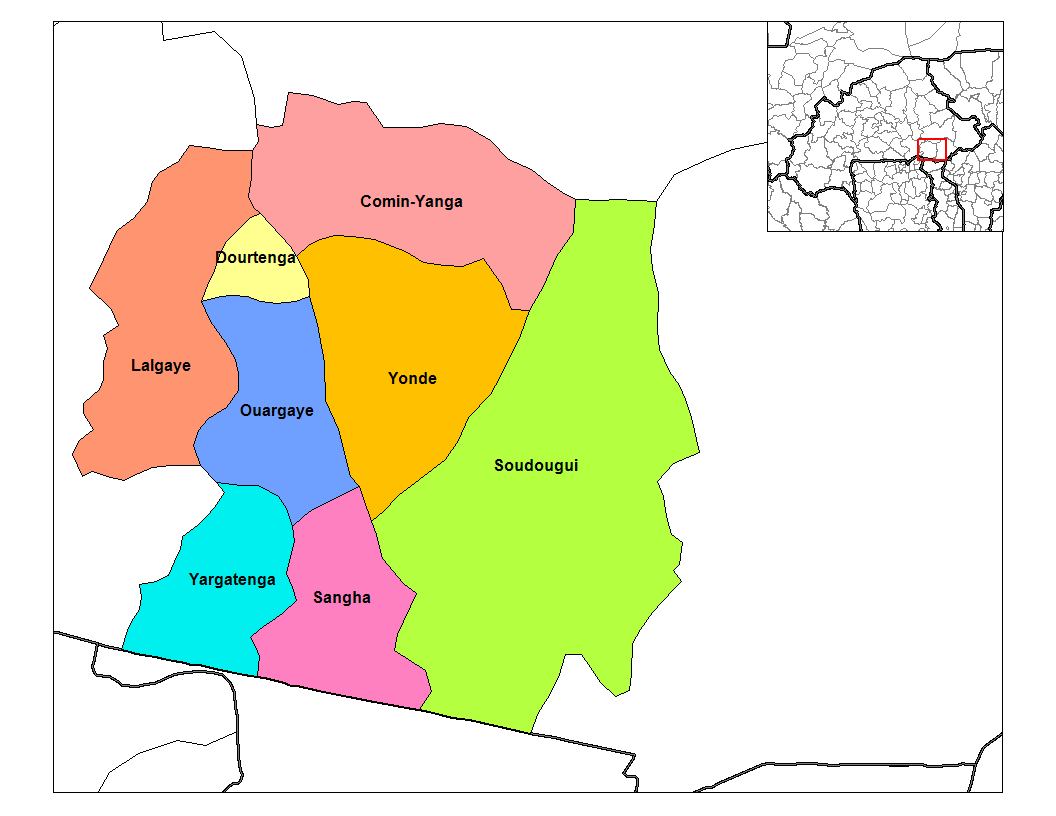
Departementen van Koulpélogo

Balé · Bam · Banwa · Bazéga · Bougouriba · Boulgou · Boulkiemdé · Comoé · Ganzourgou · Gnagna · Gourma · Houet · Ioba · Kadiogo · Kénédougou · Komondjari · Kompienga · Kossi · Koulpélogo · Kouritenga · Kourwéogo · Léraba · Loroum · Mouhoun · Nahouri · Namentenga · Nayala · Noumbiel · Oubritenga · Oudalan · Passoré · Poni · Sanguié · Sanmatenga · Séno · Sissili · Soum · Sourou · Tapoa · Tuy · Yagha · Yatenga · Ziro · Zondoma · Zoundwéogo